# Robert Wintle
 Der er for få eller ingen kildehenvisninger i denne artikel, hvilket er et problem. Du kan hjælpe ved at angive troværdige kilder til de påstande, som fremføres i artiklen.

Robert Amyatt Wintle (født 14. oktober 1854 i Westbury on Severn, Gloucester, England) var en i Danmark bosat britisk sproglærer, krovært og tennispioner. Han blev dansk mester i herredouble med J. Krabbe i 1890.[kilde mangler] Han ejede og drev 1900-1918 Aalsgaard Badehotel på Nordre Strandvej i Ålsgårde syd for Helsingør. Otto Benzons skuespil er oversat til engelsk af Robert Wintle.[kilde mangler]